# 永田節
永田 節（ながた たかし / せつ、1902年（明治35年）11月3日 – 1990年（平成2年）10月29日）は、昭和期の実業家、政治家。衆議院議員。

## 経歴
大分県出身。(株) ながた社長、馬来貿易協会常任理事、南洋通商社長、別府観光土地取締役、東豊汽船社長などを務めた。
1949年（昭和24年）1月、第24回衆議院議員総選挙で大分県第2区から民主自由党公認で出馬して当選し、衆議院議員に1期在任した。この間、自由党大分県連合支部顧問などを務めた。その後、第25回、第26回総選挙に立候補したがいずれも落選した。

## 脚註